# Women's Tour Down Under 2025
Il Women's Tour Down Under 2025 (nome ufficiale 2025 Santos Tour Down Under), sedicesima edizione della gara, valevole come prima prova dell'UCI Women's World Tour 2025, si svolse dal 17 al 19 gennaio 2025 su un percorso 322,8 km, suddiviso in 3 tappe, con partenza da Brighton ed arrivo a Stirling, in Australia. La vittoria fu appannaggio della svizzera Noemi Rüegg, la quale completò il percorso in 8h49'00", precedendo l'olandese Silke Smulders e la norvegese Mie Bjørndal Ottestad.
Sul traguardo di Stirling 68 cicliste, su 84 partite da Brighton, portarono a termine la competizione.

## Tappe
| Tappa  | Data       | Percorso                 | km    | Vincitore di tappa | Leader cl. generale |
| ------ | ---------- | ------------------------ | ----- | ------------------ | ------------------- |
| 1ª     | 17 gennaio | Brighton > Snapper Point | 101,9 | Daniek Hengeveld   | Daniek Hengeveld    |
| 2ª     | 18 gennaio | Unley > Willunga Hill    | 115   | Noemi Rüegg        | Noemi Rüegg         |
| 3ª     | 19 gennaio | Stirling > Stirling      | 105,9 | Chloé Dygert       | Noemi Rüegg         |
| Totale | Totale     | Totale                   | 322,8 |                    |                     |

## Squadre e cicliste partecipanti
| N.    | Cod. | Squadra                  |
| ----- | ---- | ------------------------ |
| 1-6   | AGS  | AG Insurance-Soudal Team |
| 11-16 | TPP  | Team Picnic PostNL       |
| 21-26 | CSZ  | Canyon-SRAM Zondacrypto  |
| 31-36 | LIV  | Liv AlUla Jayco          |
| 41-46 | LTK  | Lidl-Trek                |
| 51-56 | TFS  | FDJ-Suez                 |
| 61-66 | UAD  | UAE Team ADQ             |

| N.      | Cod. | Squadra                    |
| ------- | ---- | -------------------------- |
| 71-76   | HPH  | Human Powered Health       |
| 81-86   | CTC  | Ceratizit Pro Cycling Team |
| 91-96   | EFO  | EF Education-Oatly         |
| 101-106 | AUB  | St Michel-P. Home-Auber93  |
| 111-116 | REP  | Team Coop-Repsol           |
| 121-126 | UXM  | Uno-X Mobility             |
| 131-136 | AUS  | Selezione australiana      |

## Dettagli delle tappe

### 1ª tappa
- 17 gennaio: Brighton > Snapper Point – 101,9 km

Risultati
| Pos. | Corridore        | Squadra   | Tempo    |
| ---- | ---------------- | --------- | -------- |
| 1    | Daniek Hengeveld | Ceratizit | 2h45'06" |
| 2    | Ally Wollaston   | FDJ       | a 36"    |
| 3    | K. Schweinberger | Human     | s.t.     |

| Pos. | Corridore        | Squadra   | Tempo    |
| ---- | ---------------- | --------- | -------- |
| 1    | Daniek Hengeveld | Ceratizit | 2h44'53" |
| 2    | Ally Wollaston   | FDJ       | a 43"    |
| 3    | K. Schweinberger | Human     | a 45"    |

### 2ª tappa
- 18 gennaio: Unley > Willunga Hill – 115 km

Risultati
| Pos. | Corridore            | Squadra | Tempo    |
| ---- | -------------------- | ------- | -------- |
| 1    | Noemi Rüegg          | EF      | 3h10'03" |
| 2    | Silke Smulders       | Liv     | a 10"    |
| 3    | M. Bjørndal Ottestad | Uno-X   | a 26"    |

| Pos. | Corridore            | Squadra | Tempo    |
| ---- | -------------------- | ------- | -------- |
| 1    | Noemi Rüegg          | EF      | 5h55'34" |
| 2    | Silke Smulders       | Liv     | a 15"    |
| 3    | M. Bjørndal Ottestad | Uno-X   | a 33"    |

### 3ª tappa
- 19 gennaio: Stirling > Stirling – 105,9 km

Risultati
| Pos. | Corridore            | Squadra | Tempo    |
| ---- | -------------------- | ------- | -------- |
| 1    | Chloé Dygert         | EF      | 2h53'29" |
| 2    | Silke Smulders       | Liv     | a 1"     |
| 3    | M. Bjørndal Ottestad | Uno-X   | s.t.     |

| Pos. | Corridore            | Squadra | Tempo    |
| ---- | -------------------- | ------- | -------- |
| 1    | Noemi Rüegg          | EF      | 8h49'00" |
| 2    | Silke Smulders       | Liv     | a 13"    |
| 3    | M. Bjørndal Ottestad | Uno-X   | a 37"    |

## Classifiche finali

### Classifica generale - Maglia ocra
| Pos. | Corridore            | Squadra | Tempo    |
| ---- | -------------------- | ------- | -------- |
| 1    | Noemi Rüegg          | EF      | 8h49'00" |
| 2    | Silke Smulders       | Liv     | a 13"    |
| 3    | M. Bjørndal Ottestad | Uno-X   | a 37"    |
| 4    | D. Włodarczyk        | UAE     | a 40"    |
| 5    | Elise Chabbey        | FDJ     | s.t.     |
| 6    | Justine Ghekiere     | AG      | a 41"    |
| 7    | Amanda Spratt        | Lidl    | a 49"    |
| 8    | Neve Bradbury        | Canyon  | a 56"    |
| 9    | Ruth Edwards         | Human   | a 59"    |
| 10   | Alice Towers         | Canyon  | a 1'02"  |

### Classifica a punti - Maglia blu
| Pos. | Corridore        | Squadra   | Punti |
| ---- | ---------------- | --------- | ----- |
| 1    | Noemi Rüegg      | EF        | 58    |
| 2    | Silke Smulders   | Liv       | 42    |
| 3    | Sarah Van Dam    | Ceratizit | 38    |
| 4    | Daniek Hengeveld | Ceratizit | 33    |
| 5    | Chloé Dygert     | EF        | 32    |

### Classifica scalatori - Maglia a pois blu
| Pos. | Corridore           | Squadra   | Punti |
| ---- | ------------------- | --------- | ----- |
| 1    | Alyssa Polites      | Australia | 24    |
| 2    | Dominika Włodarczyk | UAE       | 22    |
| 3    | Noemi Rüegg         | EF        | 14    |
| 4    | Niamh Fisher-Black  | Lidl      | 12    |
| 5    | Karlijn Swinkels    | UAE       | 7     |

### Classifica giovani - Maglia bianca
| Pos. | Corridore         | Squadra   | Tempo    |
| ---- | ----------------- | --------- | -------- |
| 1    | Eleonora Ciabocco | Picnic    | 8h50'36" |
| 2    | Emily Dixon       | Australia | a 1'08"  |
| 3    | Alyssa Polites    | Australia | a 6'57"  |
| 4    | Alberte Greve     | Uno-X     | a 15'41" |
| 5    | Alli Anderson     | Australia | a 19'43" |

### Classifica a squadre
| Pos. | Squadra                  | Tempo     |
| ---- | ------------------------ | --------- |
| 1    | UAE Team ADQ             | 26h31'03" |
| 2    | Liv AlUla Jayco          | a 1'01"   |
| 3    | Canyon-SRAM Zondacrypto  | a 1'32"   |
| 4    | AG Insurance-Soudal Team | a 4'07"   |
| 5    | Coop-Repsol              | a 4'46"   |